# مردم رومانی
مردم رومانی یا رومانیایی‌ها قومیتی از شاخه رومی شرقی هستند که بومی رومانی می‌باشند و به زبان رومانیایی سخن می‌گویند. رومانیایی‌ها گروه نژادی غالب در رومانی هستند.
رومانیایی‌ها به معنای یک قومیت (به رومانیایی:etnie) و ملت مستقل هستند. آنان از جهت فرهنگ، نژاد و زبان با یکدیگر اشتراکات فراوانی دارند. قانون شهروندی رومانی نیز که در مارس ۱۹۹۱ میلادی پایه‌گذاری گردید، بیانگر حقوق و منافع هرکدام از شهروندان رومانیایی در کشور خودشان می‌باشد. طبق این قانون، رومانیایی‌ها باید به زبان ملی خویش تکلم کنند و دربارهٔ تاریخ و فرهنگ خویش نیز اطلاعات کافی داشته باشد. همچنین، طبق آمارهای سال ۲۰۰۲ میلادی در رومانی حدود ۸۹٫۴٪ از مردم این کشور، خود را رومانیایی اعلام کرده‌اند.
در تفسیری دیگر از آمار به‌دست آمده در مولداوی به این نتیجه می‌توان رسید که ۱٫۹٪ از مردم این کشور، رومانیایی می‌باشند؛ اگرچه، رومانی همواره مولداوی را جزئی از خاک خویش می‌پندارد. رومانیایی‌ها در کشورهای همجوار خود مانند اوکراین و مولداوی جزء قومیت‌های اصلی به حساب می‌آیند.

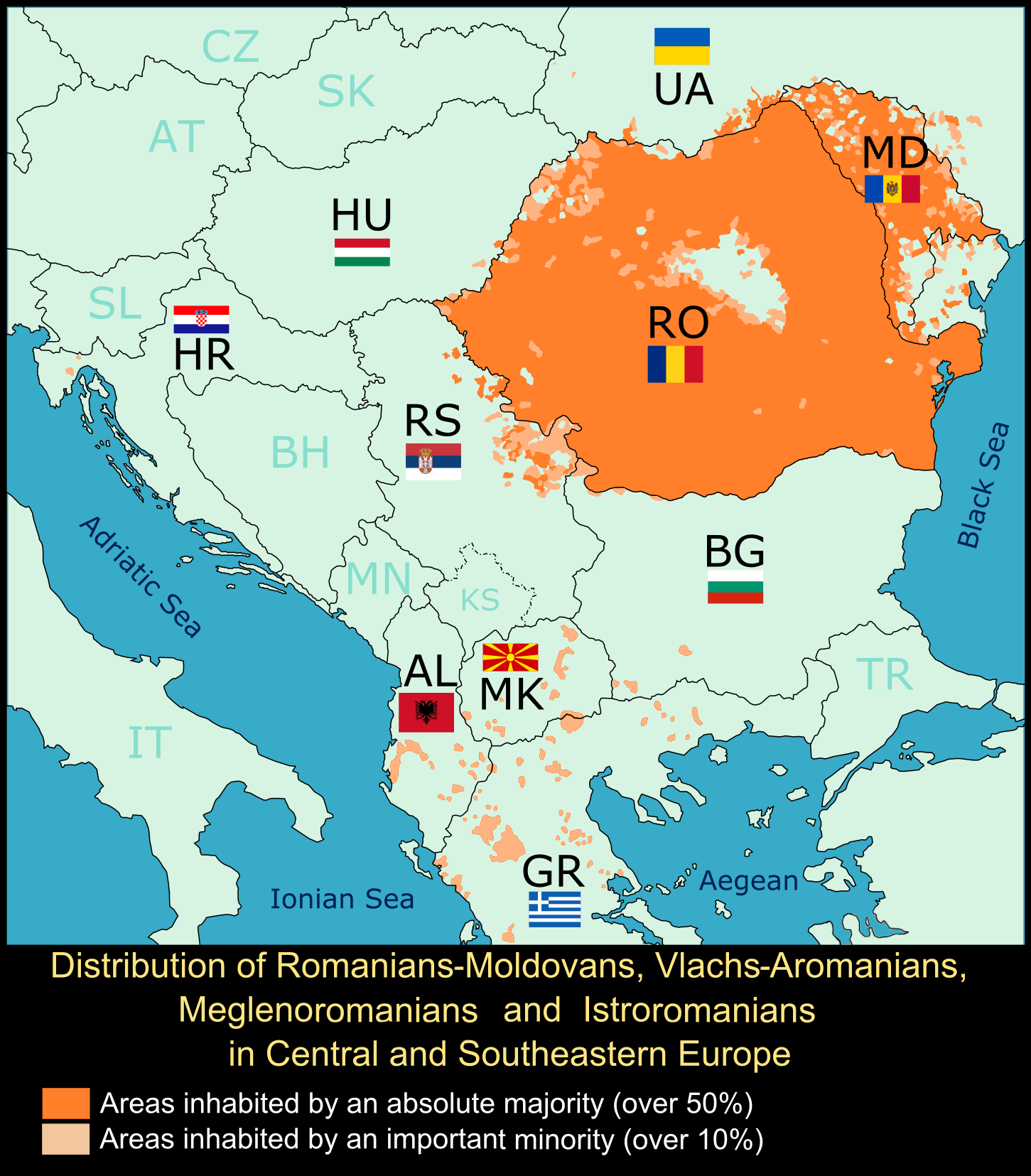
مناطق محل سکونت رومانیایی‌ها در آغاز قرن ۲۱